# Attintura
L'attintura (dal latino ad- e tangĕre, "toccare contro") è una lesione traumatica, che tende a cronicizzare, delle strutture degli arti e degli zoccoli/unghioni di cavalli e bovini.
È una condizione patologica provocata dall'autotraumatismo dell'attingersi appunto, che è il colpirsi la parte interna delle zampe del treno anteriore o posteriore con un arto posteriore a causa di un difetto di andatura. Tali interferenze, per loro natura continuate, giungono in breve tempo a produrre contusioni, semplici o escoriate, ferite fino alla formazione di piaghe e delle loro varie complicazioni (attintura flemmonosa, attintura cancrenosa).
L'attintura nel cavallo saltatore durante la fase di spinta può portare addirittura a fratture delle ossa sesamoidi.

## Prevenzione
Al fine di evitare spiacevoli conseguenze, talvolta irreversibili, si preferisce proteggere le caviglie del cavallo con dei paracolpi di gommapiuma dotati di un guscio di plastica rigida.